# Chana Kowalska
Pour les articles homonymes, voir Kowalska.
Chana (Anna) Kowalska née le 4 novembre 1899 à Włocławek (dans une partie de la Pologne alors incluse dans l'Empire russe) et à morte à Auschwitz en 1942 est une peintre et journaliste juive d'origine polonaise.

## Biographie
Chana Kowalska grandit dans une famille religieuse. Son père, le rabbin Yehouda Leib Kowalski, est membre fondateur du mouvement sioniste religieux Mizrahi et sénateur à la Diète polonaise pour le Bloc des Minorités Nationales (Blok Mniejszości Narodowych) fondée Izaak Grünbaum.  
L'enfance de l'artiste est marquée par la forte personnalité de son père qui est une personnalité très populaire dans la Pologne d'avant la guerre. Leur maison est un lieu de rencontre ; l'écrivain Sholem Asch y a écrit son premier ouvrage. 
Chana Kowalska reçoit une éducation juive traditionnelle et dessine et peint depuis sa tendre enfance. En 1922, elle part étudier la peinture à Berlin. La même année, à peine âgée de 18 ans, elle participe à une exposition générale des peintres juifs, organisée à Varsovie. 
En 1926, Chana Kowalska arrive à Paris. Comme tous les artistes elle vit alors dans des conditions précaires à Montparnasse au 17, rue Pierre-Leroux. Elle adhère au parti communiste. Active au sein de la Kultur-Liga (Ligue Culturelle) de Paris et dans les cercles communistes juifs, elle est également journaliste et écrit sur la peinture dans Presse Nouvelle et dans le Journal de Paris (journaux yiddish). Elle expose au Salon d’Automne en 1930 et aux Indépendants en 1931.
En septembre 1937, elle participe au Congrès mondiale de la culture juive. À l'issue de ce Congrès est fondée l'Union de la Culture Juive dont font partie, entre autres, Marc Chagall, Chaïm Soutine, Naum Aronson, Chil Aron, Michel Kikoine, Moïse Kisling. Channa est directrice de la galerie de cette association.
Sous l'Occupation elle s’engage dans la Résistance et est arrêtée par la Gestapo en 1941, enfermée à la prison de la Santé, transférée avec son mari à la prison de la caserne des Tourelles. Elle est déportée à Auschwitz par le convoi 7 du 19 juillet 1942 à partir de camp de Drancy. Son mari écrivain et critique littéraire Baruch Winogóra, né le 3 mai 1898 à Sokołów est quant à lui déporté le 23 mars 1943 par le convoi 52 du camp de Drancy à Sobibór.